# Neolimnomyia occidens
Neolimnomyia occidens är en tvåvingeart som först beskrevs av Alexander 1924.  Neolimnomyia occidens ingår i släktet Neolimnomyia och familjen småharkrankar. Inga underarter finns listade i Catalogue of Life.